# Cleistocactus winteri
Cleistocactus winteri là một loài thực vật có hoa trong họ Cactaceae. Loài này được D.R.Hunt mô tả khoa học đầu tiên năm 1988.

## Hình ảnh

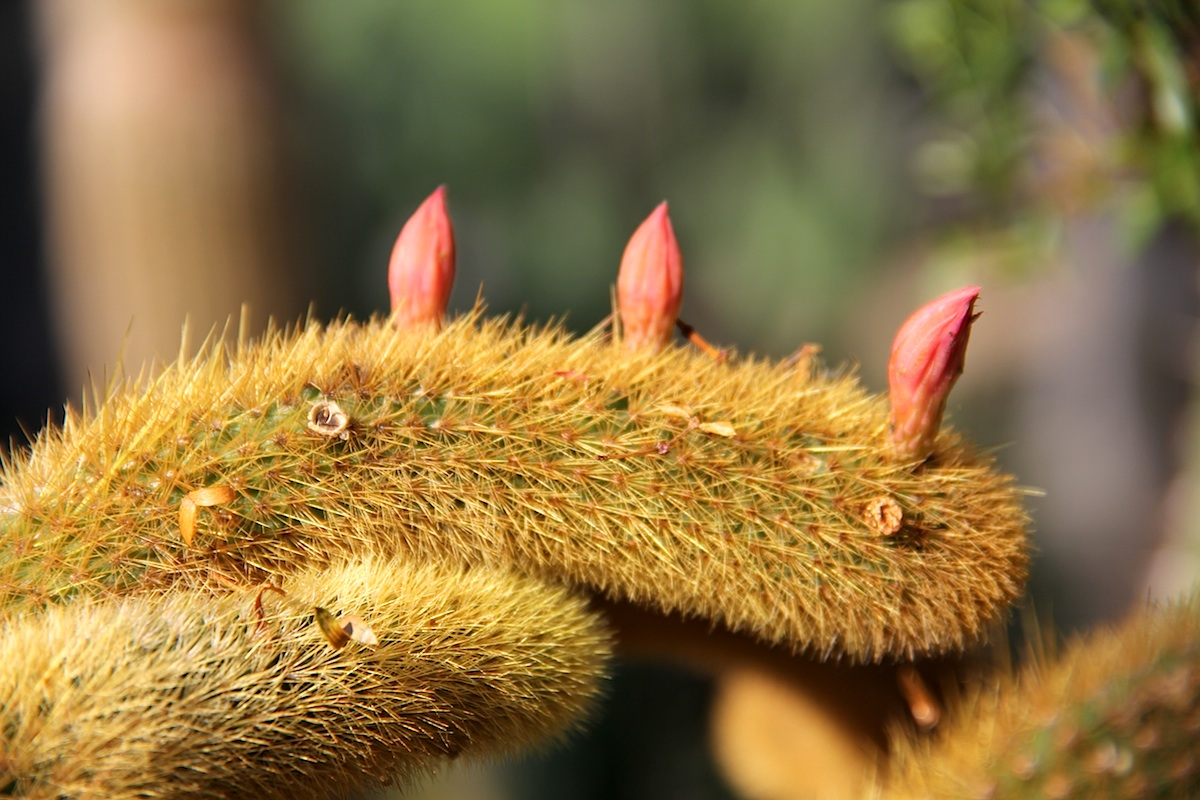
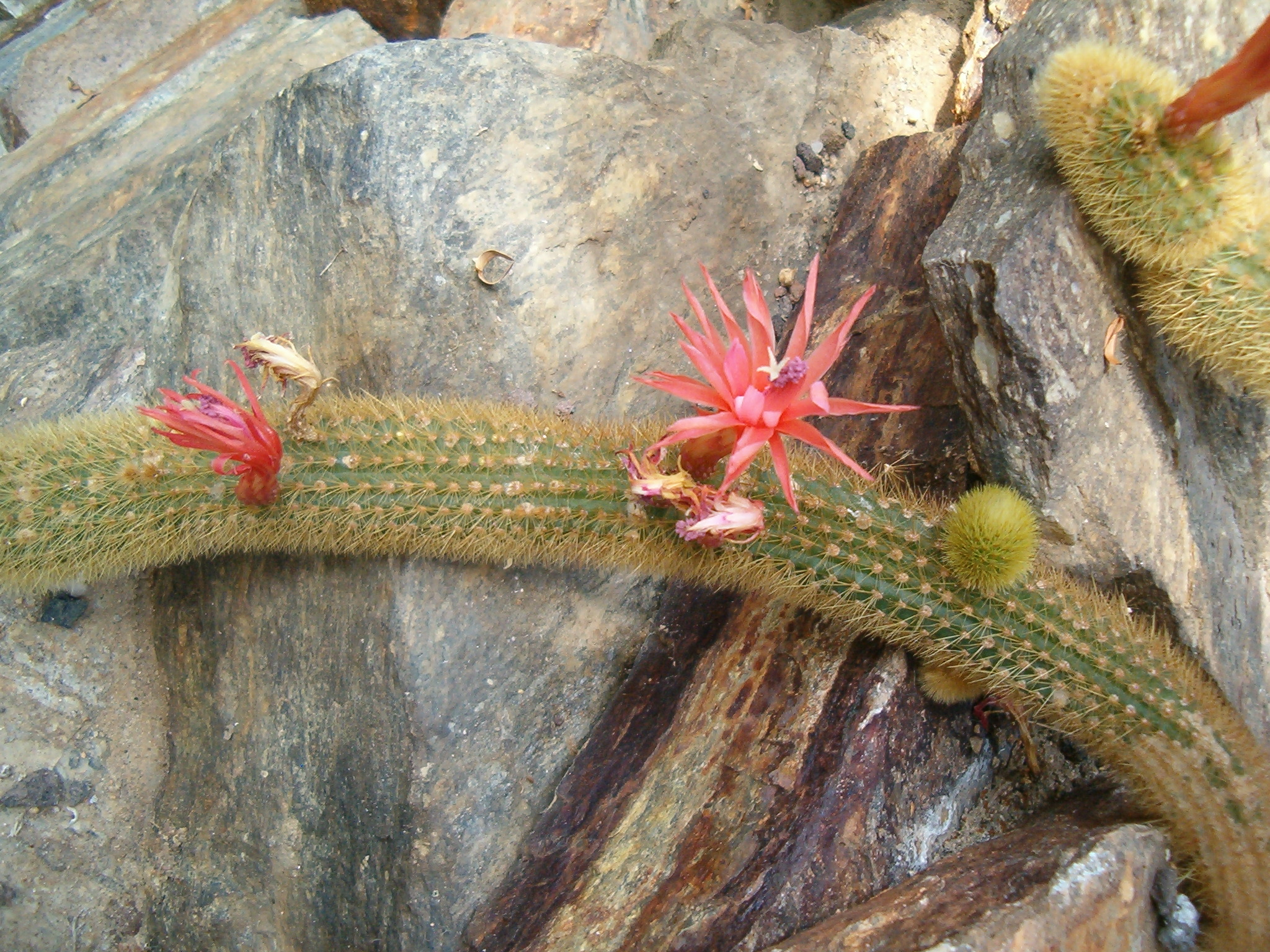
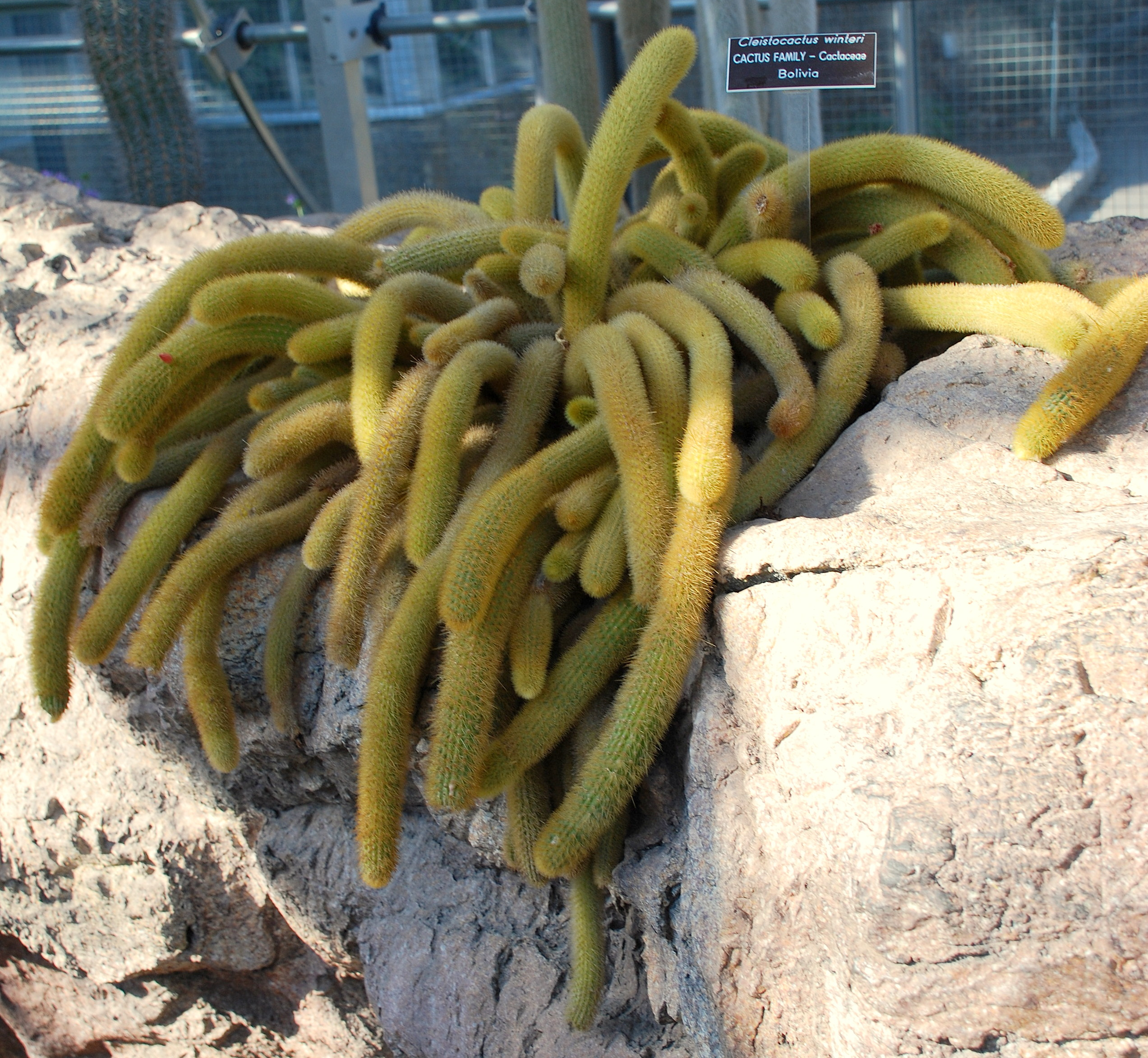
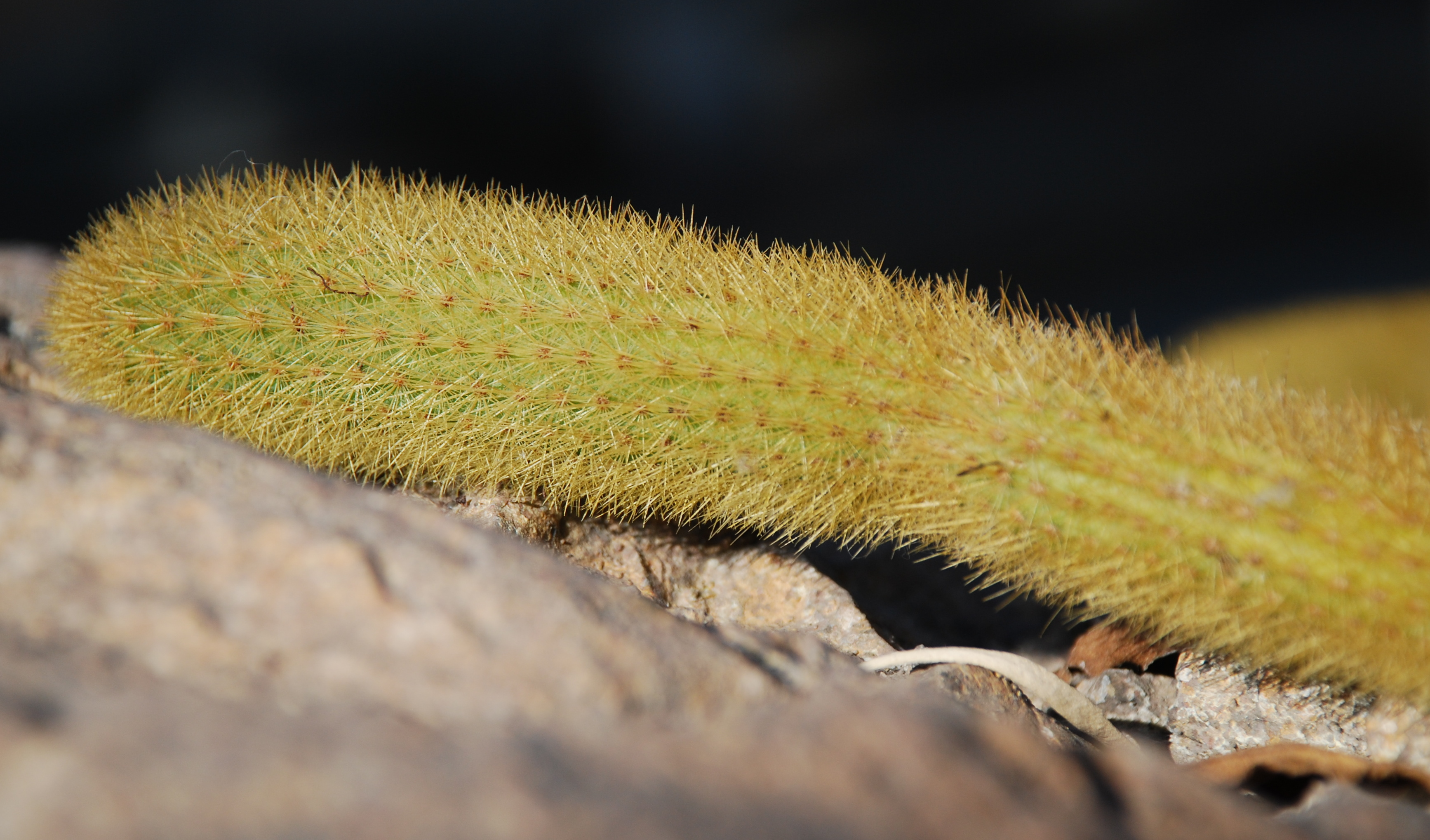